# Reise nach Jerusalem - Kudüs’e seyahat
Chansons représentant l'Allemagne au Concours Eurovision de la chanson
Guildo hat Euch lieb!
(1998) Wadde hadde dudde da?
(2000)
Reise nach Jerusalem – Kudüs’e seyahat (Voyage vers Jérusalem en allemand et en turc) est la chanson représentant l'Allemagne au Concours Eurovision de la chanson 1999. Elle est interprétée par le groupe Sürpriz.

## Histoire
La chanson est écrite par Cihan Özden et Deniz Filizmen, deux membres du groupe, ainsi que Bernd Meinunger, et composée par Ralph Siegel. Pour Siegel, il s'agit de la quatorzième participation au Concours Eurovision et pour Meinunger, de la douzième.
Cependant la chanson doit participer à un concours de sélection. Hör’ den Kindern einfach zu interprétée par Corinna May est d'abord vainqueur. Mais la NDR la disqualifie, car elle est parue en 1997 dans une version anglophone, et retient Sürpriz.
Le groupe part pour Jérusalem, ville du Concours. Le groupe, dont le nom signifie surprise en turc, comprenant exclusivement des Germano-Turcs, compose une chanson spécialement pour le concours. Elle comprend des paroles en faveur de la paix en allemand, en turc et en anglais ; la version live a également un chœur en hébreu.
Avec 140 points, dont 12 points, le meilleur vote par pays, donnés par la Turquie, les Pays-Bas, la Pologne, le Portugal et Israël, la chanson termine troisième du Concours derrière Take Me to Your Heaven de la Suédoise Charlotte Nilsson, vainqueur, et All Out Of Luck de l'Islandaise Selma.

## Source de la traduction
1. ↑  (de) « DVE 1999 : Das ist nicht okay », sur aufrechtgehn.de via Wikiwix, 1er janvier 2000 (consulté le 12 octobre 2023).

- (de) Cet article est partiellement ou en totalité issu de l’article de Wikipédia en allemand intitulé « Reise nach Jerusalem – Kudüs’e seyahat » (voir la liste des auteurs).